# Sulzheimer Bach
Der Sulzheimer Bach ist ein mit längstem Oberlauf ca. 41⁄2 km langer rechter Zufluss des Wiesbachs in Wallertheim in Rheinhessen.

## Geographie

### Verlauf
Der Sulzheimer Bach fließt am nordwestlichen Ortsrand von Sulzheim aus dem in einem Linksbogen um den Schildberg von Nordosten kommenden rechten Ochsenbach und dem östlich des Dorfes in höherer Lage (Eselsborn) entstehenden Schildbach zusammen. Danach läuft er etwa westsüdwestwärts in Richtung Wallertheim, am rechten Unterhang nah begleitet von der B 420. Dabei nimmt er etwa halben Wegs den von Nordnordwesten her zufließenden Ventersheimer Bach auf und gleich danach auf der anderen Seite den von Südosten herziehenden Neuborner Bach, in den zuvor der Rommersheimer Bach eingeflossen ist. Kurz vor Wallertheim passiert er die Lettenmühle, danach mündet er an der Siedlungsgrenze des Dorfes von rechts in den unteren Wiesbach.
Der größte Teil des Bachlaufs führt durch landwirtschaftlich genutzte Flächen.

### Zuflüsse
- Ochsenbach[3] (rechter Quellbach), 1,5 km, 2,81 km²
- Schildbach (linker Quellbach), 1,2 km, 1,63 km²
- Vendersheimer Bach (rechts), 4,0 km, 6,17 km²
- Neuborner Bach (links), 2,6 km, 5,88 km²